# Norra Brunn

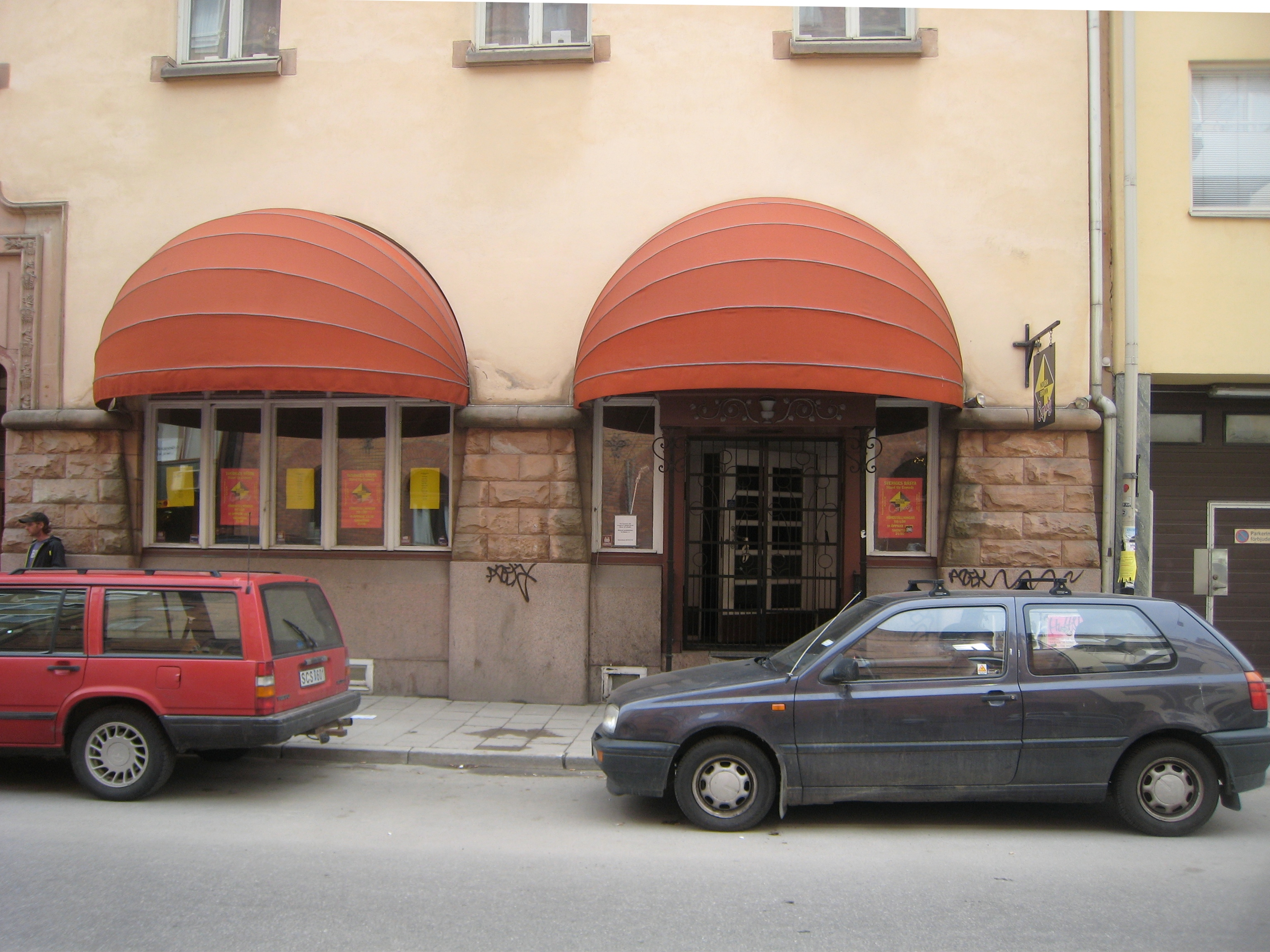
Norra Brunn

Norra Brunn är en restaurang och en scen för ståuppkomik på Surbrunnsgatan 33 i Stockholm. 
Restaurangen öppnade 1903 av Stockholms utskänkningsaktiebolag som Norra Brunn värdshus. Norra Brunn har haft flera namn under 1900-talet, bland andra Zum Alten Brunnen och Old Bowler.

## Norra Brunn Comedy
Ett viktigt steg i utvecklingen av svensk ståuppkomik var Stand Up Comedy Klubben, som hade premiär på Norra Brunn i oktober 1989. Här spelades tv-programmet Släng dig i brunnen in varje år från 1990 till 1997.